# Hot Seat (film)
Hot Seat is een Amerikaanse thriller uit 2022, geregisseerd door James Cullen Bressack.

## Verhaal
Een anonieme crimineel plant een bom onder de stoel van een ex-hacker en dwingt hem in te breken bij bankinstellingen op hoog niveau.

## Rolverdeling
| Acteur          | Personage     |
| --------------- | ------------- |
| Mel Gibson      | Wallace Reed  |
| Shannen Doherty | Pam Connelly  |
| Kevin Dillon    | Orlando Friar |
| Michael Welch   | Enzo          |

## Release
De film ging in première op 1 juli 2022 in een beperkt aantal Amerikaanse bioscopen.

## Ontvangst
De film werd slecht ontvangen door critici. Op Rotten Tomatoes heeft Hot Seat een waarde van 0% en een gemiddelde score van 0,00/10, gebaseerd op 13 recensies.